# 2014年10月逝世人物列表
2014年逝世人物列表：1月 - 2月 - 3月 - 4月 - 5月 - 6月 - 7月 - 8月 - 9月 - 10月 - 11月 - 12月
2014年10月逝世人物列表，是用于汇总2014年10月期间逝世人物的列表。

## 依日期排序

### 31日
- 韩磊，40岁，中华人民共和国死刑犯，北京大兴当街摔死女童案主犯，被枪决。[1][2]
- 俞吾金，66岁，中国学者，复旦大学哲学学院教授。[3]
- 陳超，56歲，中国詩人、诗歌评论家，河北省作協副主席，河北師範大學教授，魯迅文學獎評委，墜樓自殺。[4]
- 本島等（日語：本島 等），92歲，前日本長崎市市長，曾發表昭和天皇負有戰爭責任的言論而聞名，病逝。[5]
- 小町谷照彥（日語：小町谷 照彦），78歲，日本文學家、東京學藝大學名譽教授，死於胃癌。[6]
- 大衛·曼科爾·艾布夏爾（英語：David Manker Abshire），88歲，美國外交官，前美国驻北大西洋公约组织代表。[7]
- 約翰·福爾扎尼（英語：John Forzani），67歲，加拿大商人與美式足球運動員。[8]
- 伊恩·弗雷澤（Ian Fraser），81歲，英國作曲家及指揮家，死於癌症。[9]
- 索夫龍·斯特凡·穆德里（烏克蘭語：Софро́н Степа́н Му́дрий），90歲，烏克蘭希腊礼天主教会主教。[10]
- 吉姆·紹特（英語：Jim Sauter），71歲，美國賽車司機。[11]
- 李澤族，69歲，中國重庆民间音乐家。在海南文昌采风时，被施工场地的椰子树砸到，经抢救无效身亡。[12]

### 30日
- 伦志炎，81岁，香港地產代理商總會首席永遠名譽會長及榮譽主席，茂盛控股有限公司主席。[13]
- 以利亞·馬雷·阿玲（Elijah Malok Aleng），77歲，南蘇丹公職人員。[14]
- 唐·布拉肯（英語：Don Bracken），52歲，美國美式足球運動員（绿湾包装工、圣路易斯公羊）。[15]
- 喬·布朗（英語：Joe Brown），85歲，英格蘭足球運動員和經理人（伯恩利）。[16]
- 胡安·弗拉維耶爾（Juan Flavier），79歲，菲律賓政治人物，前衛生部長及菲律賓參議院議員。[17]
- 鮑伯·蓋格爾（英語：Bob Geigel），90歲，美國職業摔跤手和推動者，死於腦退化症。[18]
- 湯瑪斯·曼尼諾（英語：Thomas Menino），71歲，美國政治人物，前波士頓市市長（英语：Mayor of Boston），死於癌症。[19]
- 三浦光世（日語：三浦 光世），90歲，日本演歌歌手，死於膿血症。[20]
- 小田久榮門（日語：小田 久栄門），78歲，日本電視製片人，前朝日電視台董事，死於肝癌。[21]
- 克萊·斯特普爾頓（英語：Clay Stapleton），93歲，美國美式足球運動員和教練。[22]
- 吳明修，80岁，台湾建築師。[23]

### 29日
- 羅傑·弗里曼（英語：Roger Freeman），48歲，美國政治人物，前華盛頓州眾議院（英语：Washington House of Representatives）議員，死於結腸癌。[24]
- 寧那·哈斯勒（德語：Rainer Hasler），56歲，列支敦士登足球運動員。[25]（死亡報導日期）
- 克拉斯·英厄松（瑞典語：Klas Ingesson），46歲，瑞典足球運動員（瑞典國家隊），死於多發性骨髓瘤。[26]
- 羅德里克·M·希爾斯（Roderick M. Hills），83歲，美國律師和企業高管，前美国证券交易委员会主席，手術後遺症。[27]
- H·加里·莫爾斯（英語：H. Gary Morse），77歲，美國房地產開發商。[28]

### 28日
- 陈利丹，60岁，中国广西壮族自治区人大外事华侨委员会主任委员，曾任广西贺州市市长、自治区民政厅厅长，坠楼身亡。[29]
- 理查德·J·諾特（英語：Richard J. Notte），76歲，美國政治人物，前密西根州斯特靈海茨市長，死於胰腺癌。[30]
- 老吉姆·帕克森（英語：Jim Paxson, Sr.），81歲，美國籃球運動員（洛杉矶湖人、辛辛那提皇家）。[31]
- 迈克尔·萨塔（Michael Sata），77歲，赞比亚总统（2011年9月23日－2014年10月28日）。[32]
- 漢斯·施奈德（德語：Hans Schneider），87歲，奧地利出生的美國數學家和期刊編輯，死於癌症。[33]
- 木村浩一郎（日語：木村 浩一郎），44歲，日本綜合格鬥運動員。[34]
- 羅穆阿爾達斯·格拉瑙斯卡斯（義大利語：Romualdas Granauskas），75歲，立陶宛作家。[35]
- 戈爾韋·加爾威（英語：Galway Kinnell），87歲，美國詩人，普利策诗歌奖得主，死於白血病。[36]

### 27日
- 秋元狐（日語：秋元 きつね），46歲，原名秋元一秀（日語：秋元 一秀），日本CG作家。[37]（死亡報導日期）
- 查爾斯·麥卡洛（英語：Charles McCullough），91歲，英國統一主義政治人物，前北愛爾蘭參議院（英语：Senate of Northern Ireland）議員。[38]
- 申海澈（韓語：신해철），46歲，韓國男歌手，樂隊N.EX.T（朝鲜语：N.EX.T）主唱。有韓國搖滾教父之稱。死於缺氧缺血性脑损伤。[39]
- 列夫·舍爾德（瑞典語：Leif Skiöld），79歲，瑞典足球和冰球運動員。.[40]
- 斯塔克·泰勒（英語：Starke Taylor），92歲，美國政治人物，前達拉斯市長。[41]
- 丹尼爾·布朗熱（法語：Daniel Boulanger），92歲，法國演員和編劇。[42]
- 諾曼·漢森（英語：Norman Hansen），90歲，前美國馬薩諸塞州索格斯鎮經理（英语：Town Manager）。[43]
- 丹·彼得斯（英語：Dan Peters），60歲，美國大學籃球教練，死於胰腺癌。[44]
- 岡田新一（日語：岡田 新一），86歲，日本建築設計師、日本藝術院會員，死於呼吸衰竭。[45]

### 26日
- 莫·柯林斯（英語：Mo Collins），38歲，美國美式足球運動員（奥克兰突袭者），死於腎衰竭。[46]
- 森佐·莫伊瓦（Senzo Meyiwa），27歲，南非足球運動員（奥兰多海盗、南非國家隊），中槍身亡。[47]
- 奧斯卡·塔維拉斯（西班牙語：Oscar Taveras），22歲，多明尼加棒球選手（聖路易紅雀），死於交通意外。[48]
- 安東尼奧·泰倫吉（義大利語：Antonio Terenghi），92歲，意大利漫畫家。[49]
- 赤瀨川原平（日語：赤瀬川 原平），77歲，筆名尾辻克彥（日語：尾辻 克彦），本名赤瀨川克彥，日本作家及藝術家，芥川龍之介獎得主。[50]
- 達德利·諾爾斯英語：），67歲，英國哲學家。[51]
- 羅德·洛夫（英語：Rod Love），61歲，加拿大的政治戰略家。[52]
- 布萊恩·摩爾（英語：Brian Moore），70歲，澳洲橄欖球聯盟球員。[53]
- 岡崎久彥（日語：岡崎 久彦），84歲，日本外交官與政治評論員。[54]
- 傑夫·羅賓遜（Jeff Robinson），52歲，美國棒球運動員（底特律老虎）。[55]

### 25日
- 傑克·布魯斯（英語：Jack Bruce），71歲，蘇格蘭貝斯手（Cream）和作曲家，死於肝臟疾病。[56]
- 蕾伊哈內·賈巴里（波斯語：ریحانه ملایری），26歲，伊朗反抗性侵而被判謀殺罪婦女，絞刑。[57]
- 施洗者彼得·石神忠真郎（Peter Baptist Tadamaro Ishigami），93歲，日本羅馬天主教主教。[58]
- 瑪西婭·斯特拉斯曼（Marcia Strassman），66歲，美國女演員，死於乳癌。[59]
- 卡洛斯·莫拉萊斯·特龍科索（西班牙語：Carlos Morales Troncoso），74歲，多明尼加政治人物，前副總統（英语：List of Vice Presidents of the Dominican Republic）與外交部秘書，死於白血病。[60]
- 鎌倉節（日語：鎌倉 節），84歲，日本宮內廳前長官、警視廳前警視總監，病逝。[61]

### 24日
- 洛倫佐·阿爾巴塞特（Lorenzo Albacete），73歲，美國神學家和羅馬天主教神父。[62]
- 希姆·安德松（瑞典語：Kim Anderzon），71歲，瑞典電影和戲劇演員，死於脊髓腫瘤。[63]
- 小克拉倫斯·艾迪布里默（Clarence Addison Brimmer, Jr.），92歲，美國聯邦法官，前懷俄明州總檢察長（英语：Wyoming Attorney General）。[64]
- 姆布萊尼·穆勞齊（Mbulaeni Mulaudzi），34歲，南非中長跑運動員，奧運會銀牌得主，死於交通意外。[65]
- S·S·若堅遜，86歲，印度演員，死於肺部感染。[66]
- 馬爾科姆·湯普森（Malcolm Thompson），68歲，英國足球運動員。[67]
- 阿爾文·維德斯帕恩（Alvin Wiederspahn），65歲，美國律師和政治人物，前懷俄明州參議院（英语：Wyoming Senate）議員。[68]（屍體發現日期）
- 雪莉·胡珀（Shirley Hooper），78歲，美國政治人物，前新墨西哥州州務卿（英语：Secretary of State of New Mexico）。[69]
- 石毛善衛（日語：石毛 善衛），91歲，日本賽馬騎手，死於腦出血。[70]
- 陳杏妍，40歲，香港藝人，香港導演兼演員陳勳奇女兒，跳樓身亡。[71]

### 23日
- 祝榆生，96岁，中国第三代主战坦克总设计师，全国战斗英雄，曾主持设计中国99式主战坦克。[72]
- 魏可镁，75岁，中国化肥催化剂工程技术专家，中国工程院院士。[73]
- 阿爾文·史塔特斯（Alvin Stardust），72歲，英國歌手。[74]
- 古拉姆·阿扎姆，90歲，孟加拉国解放战争被定罪戰犯。[75]
- 約翰·布拉姆利特（John Bramlett），73歲，美國美式足球運動員（波士頓愛國者）。[76]
- 約蘭·約翰森（瑞典語：Göran Johansson），69歲，瑞典政治人物（瑞典社會民主工人黨）與工會領導人。[77]
- 特里·基南（Terry Keenan），54歲，美國金融新聞主播和記者（《紐約郵報》、CNN），死於腦出血。[78]
- 弗蘭克·曼凱維奇（Frank Mankiewicz），90歲，美國記者、政治顧問，羅伯特·弗朗西斯·甘迺迪的新聞秘書。[79]
- 安德烈·彼得斯（法語：André Piters），83歲，比利時足球運動員（标准列日）。[80]
- 瓊·奎格利（Joan Quigley），87歲，美國占星家。[81]
- 大衛·雷德芬（David Redfern），78歲，英國攝影師，死於癌症。[82]

### 22日
- 約翰-羅傑·星琴兹（John-Roger Hinkins），80歲，美國作家和演說家。[83]
- 阿肖克·庫馬爾（Ashok Kumar），72歲，印度攝影師和電影導演。[84]
- 約翰·波斯特蓋特（John Postgate），93歲，英國微生物學家和作家、薩塞克斯大學教授。[85]
- 林內尼·薩芬（俄語：Риннат Сафин），74歲，蘇聯冬季兩項運動員。[86]
- 松阪猛（日語：松阪 猛），74歲，日本柔道家[87]。
- 保羅·納博（Paul Nabor），86歲，伯利茲音樂家。[88]

### 21日
- 愛德華·高夫·惠特蘭（英語：Edward Gough Whitlam），98歲，第21任澳大利亞總理[89]。
- 穆罕默德-礼萨·马赫达维·卡尼（英语：Mohammad-Reza Mahdavi Kani），83岁，伊朗专家会议主席，死於心脏病。[90]
- 陈子明，62歲，中国持不同政见者。[91]
- 本·布莱德利（Benjamin C. Bradlee），93歲，美國報紙主編，前《华盛顿邮报》大副總裁，死於腦退化症。[92]
- 塞思·傑愛瑪（荷蘭語：Seth Gaaikema），75歲，荷蘭喜劇演員和作家，死於心臟衰竭。[93]
- 楢崎泰昌（日語：楢崎 泰昌），86歲，日本政治人物，前日本參議院議員，死於肺炎。[94]
- 小吉姆·巴雷特（Jim Barrett, Jr.），83歲，英國足球運動員（西汉姆联）。[95]
- 莉莉·卡拉蒂（義大利語：Lilli Carati），58歲，意大利女演員，死於腦腫瘤。[96]
- 納爾遜·邦克·亨特（Nelson Bunker Hunt），88歲，美國石油公司高管，死於癌症和腦退化症。[97]
- 讓·帕卡德（Jean Packard），91歲，美國政治人物。[98]

### 20日
- 克里斯多福·德·馬熱里（法語：Christophe de Margerie），63歲，法國石油公司道達爾總裁，私人飛機與除雪車相撞[99][100]。
- 厄斯·貝克（Ox Baker），80歲，美國職業摔跤手和演員（《纽约大逃亡》），死於心臟病發。[101]
- 雷蒙德·比德爾（Raymond Beadle），70歲，美國直線競速賽名人堂（英语：Motorsports Hall of Fame of America）成員，死於心臟病發。[102]
- 雷內·布里（德語：René Burri），81歲，瑞士攝影師，死於癌症。[103]
- 彼得·達蘭（Peter Daland），93歲，美國游泳教練（1964年奧運女子泳隊、1972年奧運男子泳隊（英语：Swimming at the 1972 Summer Olympics））。[104]
- 奧斯卡·德·拉·倫塔（西班牙語：Oscar de la Renta），82歲，多明尼加共和國時裝設計師，死於癌症。[105]
- 埃福阿·多爾凱努（Efua Dorkenoo），65歲，加納出生的英國反對女性生殖器切割活動家，死於癌症。[106]
- 羅德尼·菲奇（Rodney Fitch），76歲，英國設計師，死於癌症。[107]
- 約翰·霍士金斯爵士（Sir John Hoskyns），87歲，英國商人，前英國首相戴卓爾夫人的政策顧問。[108]
- 皮特·利弗莫爾（Pete Livermore），73歲，美國政治人物，前内华达州众议院議員，死於心臟病發。[109]
- 大衛·馬爾科姆（David Malcolm），76歲，澳洲法官，前西澳大利亞州首席法官（英语：Chief Justice of Western Australia）。[110]
- 小湯姆·斯萊德（Tom Slade, Jr.），78歲，美國說客，前佛羅里達州共和黨主席，心臟衰竭。[111]
- 何塞·路易斯·阿博（西班牙語：José Luis Abós），53歲，西班牙籃球隊教練，死於癌症。[112]
- 德山詳直（日語：徳山 詳直），84歲，日本商人、教育家。[113]
- 加里·普拉奇，68岁，美国男子，知名于枪杀绑架并性侵其子的嫌犯。[114]

### 19日
- 唐納德·阿什利（Donald Ashley），58歲，又名唐龍，美國籍香港音樂人，有「亞洲鼓王」之稱。[115]
- 斯圖爾特·加拉赫（Stuart Gallacher），68歲，威爾士橄欖球運動員。[116]
- 艾蒂安·穆呂（法語：Étienne Mourrut），74歲，法國政治人物，前法國國民議會加爾省第二選區（法语：Deuxième circonscription du Gard）代表議員及勒格罗迪鲁瓦市長。[117]
- 琳達·貝靈漢（Lynda Bellingham），66歲，加拿大出生的英國女演員（《異世奇人》），死於結腸癌。[118]
- 彼得·般桑祖拉（Peter Biaksangzuala），23歲，印度足球運動員，死於脊椎受傷。[119]
- 格洛麗亞·卡絲域（Gloria Casarez），42歲，美國民權活動家，死於癌症。[120]
- 約翰·霍爾特（John Holt），68歲，牙買加歌手和作曲家。[121]
- 阿諾德·米切爾（Arnold Mitchell），84歲，英格蘭足球運動員（埃克塞特城）。[122]
- 杰拉德·帕克斯（Gerard Parkes），90歲，愛爾蘭出生的加拿大演員。[123]
- 史蒂芬·保盧斯（Stephen Paulus），65歲，美國作曲家，死於中風併發症。[124]
- 畢希勒·伊姆雷（匈牙利語：Pichler Imre），67歲，匈牙利政治人物，前匈牙利国会錫蓋特堡代表議員。[125]
- 拉斐爾·雷文斯克羅夫特（Raphael Ravenscroft），60歲，英國薩克斯手和作家，死於疑似心臟病發作。[126]
- 米洛斯拉娃·雷兹科娃（捷克語：Miloslava Rezková），64歲，捷克跳高運動員，1968年奧運冠軍。[127]
- 肯·肖特（Ken Short），87歲，澳洲聖公會主教。[128]
- 塞雷納·沈（Serena Shim），30歲，黎巴嫩-美國記者（Press TV），死於交通意外。[129]

### 18日
- 王钧，43歲，南方都市报副总编辑。[130]
- 喬安妮·伯格拉（Joanne Borgella），32歲，美國女歌手（《美國偶像 (第七季)》）及模特兒，死於子宮內膜癌。[131]
- 保羅·克拉夫特（Paul Craft），76歲，美國音樂家和作曲家。[132]
- 艾德瓦爾多·德·安傑羅（西班牙語：Eduardo D'Angelo），75歲，烏拉圭喜劇演員。[133]
- 愛德華·里根（Edward Regan），84歲，美國政治人物，前紐約州審計長（英语：New York State Comptroller）。[134]
- 沙博理（本名Sidney Shapiro），98岁，美国裔中国籍翻译家、作家，全国政协第六届至第十二届全国委员会委员。[135]
- 何丙郁（Peng-Yoke Ho），88岁，中華民國中央研究院第十七屆院士[136]

### 17日
- 奧大介（日語：奥 大介），38歲，日本足球運動員，前日本國家足球隊成員，女演員佐伯日菜子前夫，死於交通意外。[137]
- 蔡墩銘，82歲，德國佛萊堡大學法學博士，臺灣刑法學者，國立臺灣大學法律學院名譽教授。[138]
- 米哈伊爾·馬雷尼奇，74歲，白俄羅斯政治人物。[139]
- 江佑伯，55歲，香港珠海學院副校長。[140]
- 愛德華茲·巴勒姆（Edwards Barham），77歲，美國政治人物，前路易斯安那州参议院議員，死於空難。[141]
- 格羅·比桑斯（德語：Gero Bisanz），78歲，德國國際足球教練。[142]
- 雷·卡門（Leigh Kamman），92歲，美國電台節目主持人。[143]
- 何塞·路易斯·洛巴托（西班牙語：José Luis Lobato），76歲，墨西哥政治人物，前墨西哥参议院韋拉克魯斯州代表議員，中槍。[144]
- 中川安奈（日語：中川 安奈），49歲，日本女演員，死於子宮癌。[145]
- 湯姆·肖（Tom Shaw），69歲，美國聖公會主教，死於腦癌。[146]
- 江本勝，71岁，日本作家、商人。[147]

### 16日
- 藤井裕（日語：藤井 裕），62歲，日本貝斯手，死於食道癌。[148]
- 伊安尼斯·卡瓦蘭普布魯斯（希臘語：Ιωάννης Χαραλαμπόπουλος），95歲，希臘軍官和政治人物，前希臘副總理。[149]
- 約翰·斯賓塞-丘吉爾，第十一代馬爾博羅公爵（John Spencer-Churchill, 11th Duke of Marlborough），88歲，英國貴族，布倫海姆宮管理人。[150]
- 帕特里克·保羅·杜澤（Patrick Paul D’Souza），86歲，印度羅馬天主教主教，前天主教瓦拉纳西教区主教。[151]
- 蘇米·哈露（Sumi Haru），75歲，美國女演員（《風流軍醫俏護士》）。[152]
- 蒂姆·豪瑟（Tim Hauser），72歲，美國音樂人。[153]
- 瑟波·庫瑟拉（芬蘭語：Seppo Kuusela），80歲，芬蘭籃球運動員。[154]
- 米絲蒂·厄珀姆（Misty Upham），32歲，美國女演員（《冰原之心》、《八月：奥色治郡》），疑似自殺。[155]（屍體發現日期）
- 溜池良夫（日語：溜池 良夫），93歲，日本法學家。[156]
- 彭明聰，（Ming-Tsung Peng），96歲，臺灣醫界知名學者，中央研究院(生物組)第12屆院士，同時也是臺灣民主運動與臺灣獨立運動推動者彭明敏的堂兄。[157]

### 15日
- 瑪麗·杜布瓦（法語：Marie Dubois），77歲，法國女演員，死於多發性硬化症。[158]
- 格雷厄姆·邁爾斯（Graham Miles），73歲，英國斯諾克球手。[159]
- 喬瓦尼·里亞萊（義大利語：Giovanni Reale），83歲，意大利哲學史家。[160]
- 薩比爾·謝赫（Sabir Shaikh），71歲，印度政治人物。[161]
- 角山榮（日語：角山 栄），92歲，日本經濟史學家、和歌山大學名譽教授，前堺市博物館（日语：堺市博物館）館長。[162]
- 大西正文（日語：大西 正文），89歲，日本商人，前大阪瓦斯社長、日本瓦斯協會（日语：日本ガス協会）會長。[163]
- 諾比·沃克科諾思（Nobby Wirkowski），88歲，美國美式足球運動員及教練。[164]
- 喬吉奧·雷布菲（義大利語：Giorgio Rebuffi），85歲，意大利漫畫家。[165]
- 阿都卡迪莫哈末，73歲，馬來西亞霹靂州州務大臣拿督斯里贊比里生父，死於心臟病。[166]

### 14日
- 方秦汉，89岁，中国桥梁工程专家，中国工程院院士。[167]
- 焦登鳌，88岁，中国流行病学与统计学专家，原浙江医科大学公共卫生系教授。[168]
- 瑪麗·唐納（Mary Downer），89歲，澳洲藝術贊助人。[169]
- 多甘·古雷斯（土耳其語：Doğan Güreş），88歲，土耳其將軍和政治人物。[170]
- 以賽亞·「艾奇」·歐文斯（Isaiah "Ikey" Owens），38歲，美國鍵盤手。[171]
- 邁克爾·海斯（Michael Hayes），85歲，英國電視編導（《異世奇人》）和新聞報導員。[172]（死亡公佈日期）
- 保羅·哈伯特（Paul Hubbert），78歲，美國教育家及政治人物。[173]
- 倫納德·利焦（Leonard Liggio），81歲，美國自由主義作家。[174]
- 卡馬拉·詹姆斯（Kamara James），29歲，牙買加出生的美國奧運擊劍運動員。[175]（死亡公佈日期）
- 保羅·J·奧斯坎普（Paul J. Olscamp），77歲，加拿大大學管理者。[176]
- 伊麗莎白·佩納（Elizabeth Peña），55歲，美國女演員（《超人特攻隊》）。[177]
- 劉光明，95歲，馬來西亞華裔慈善家，享有「慈善寶巾花王」稱號，病逝。[178]

### 13日
- 彭，59歲，台灣水墨畫畫家，死於肝癌。[179]
- 馬克·貝爾（Mark Bell），43歲，英國音樂家和室內音樂製作人，死於手術併發症。[180]（死亡公佈日期）
- 安東尼奧·卡菲羅（西班牙語：Antonio Cafiero），92歲，阿根廷政治人物，前布宜諾斯艾利斯省省長及阿根廷參議院布宜諾斯艾利斯省代表參議員，死於肺炎。[181]
- 荷西·埃爾南·桑切斯·波拉斯（西班牙語：José Hernán Sánchez Porras），70歲，委內瑞拉羅馬天主教主教。[182]
- 本都·西格斯托姆（瑞典語：Pontus Segerström），33歲，瑞典足球運動員（布洛马波卡纳），死於癌症。[183]
- 約翰·布拉德菲爾德爵士（Sir John Bradfield），89歲，英國生物學家和企業家。[184]
- 奈河彰輔（日語：奈河 彰輔），83歲，原名中川芳三（日語：中川 芳三），日本歌舞伎劇作家，死於肺炎。[185]
- 于敏，100歲，中國电影家、作家、文艺理论家，中国电影金鸡奖創辦人之一，病逝。[186]
- 村越望（日語：村越 望），88歲，日本南極地域觀測隊（日语：南極地域観測隊）隊員。[187]

### 12日
- 恩里克·聖地亞哥·彼得拉季（西班牙語：Enrique Santiago Petracchi），78歲，阿根廷律師和法官，前阿根廷最高法院法官。[188]
- 羅貝托·特爾赤（西班牙語：Roberto Telch），70歲，阿根廷足球運動員（圣洛伦索竞技、阿根廷國家隊）。[189]
- 石田治一郎（日語：石田 治一郎），77歲，日本政治人物，前長野縣議會議議長及自由民主黨縣連幹事長，死於肝細胞癌。[190]。
- 湯米·劉易斯（Tommy Lewis），83歲，美國美式足球運動員。[191]
- 洛伊澤·洛加爾，70歲，斯洛文尼亞藝術家。[192]
- 阿里·馬茲瑞（Ali Mazrui），81歲，肯尼亞教授、政治作家。[193]
- 喬斯林·史蒂文斯爵士（Sir Jocelyn Stevens），82歲，英國出版業高管。[194]

### 11日
- 岡田利春（日語：岡田 利春），89歲，日本政治人物，前日本社會黨眾議院北海道第5區（日语：北海道第5区 (中選挙区)）代表議員，死於肺癌。[195]
- 阿巴斯·阿里（Abbas Ali），94歲，印度政治人物和獨立活動家。[196]
- 安妮塔·切爾奎蒂（義大利語：Anita Cerquetti），83歲，意大利女高音。[197]
- 沃爾特·菲茨杰拉德（Walter Fitzgerald），78歲，加拿大政治人物，前哈利法克斯市長。[198]
- 卡梅洛·西蒙尼（西班牙語：Carmelo Simeone），81歲，阿根廷足球員。[199]
- 鮑伯·薩奇（Bob Such），70歲，前南澳洲眾議院（英语：South Australian House of Assembly）議員，死於腦腫瘤。[200]
- 飯塚將光（日語：飯塚 将光），64歲，日本賽車（日语：オートレース）車手，死於胃癌。[201]
- 斯泰爾·斯科特（Style Scott），年齡不詳，牙買加雷鬼鼓手。[202]

### 10日
- 李志超，56岁，香港摄影家，香港城市大学艺术系副教授，死於腹腔癌。[203]
- 瓦列里·卡爾波夫（俄語：Валерий Карпов），43歲，俄羅斯冰球運動員，頭部受傷而死。[204]
- 拉里·凯特纳（Lari Ketner），37歲，美國籃球運動員（芝加哥公牛、克里夫兰骑士、印第安纳步行者），死於結腸癌。[205]
- 埃德·尼默福爾（Ed Nimmervoll），67歲，澳大利亞音樂記者和作家，死於腦癌。[206]
- 前田啟朗（日語：前田啓朗），40歲，日本教育學家、廣島大學外語研究中心準教授。[207]
- 奧拉夫·戴爾（挪威語：Olav Dale），55歲，挪威作曲家和爵士薩克斯手。[208]
- 阿爾弗雷德·豪法（德語：Alfred Haufek），81歲，奧地利政治人物，前下奧地利州州議會主席。[209]
- 帕維爾·蘭多夫斯基（捷克語：Pavel Landovský），78歲，捷克演員和持不同政見者。[210]
- 喬納森·馬內-韋沃基（Jonathan Mane-Wheoki），70歲，新西蘭藝術史學家、策展人與學術人，死於胰腺癌。[211]
- 關口忠（日語：関口 忠），72歲，日本商人，前Sekichu社長。[212]
- 方志日（韓語：방지일），103歲，韓國新教牧師，前大韓聖書公會（朝鲜语：대한성서공회）會長。[213]

### 9日
- 約翰·帕特里克·博爾斯（John Patrick Boles），84歲，美國天主教領銜主教。[214]
- 瓦茨拉夫·伯里安（捷克語：Václav Burian），55歲，捷克記者、公關及翻譯。[215]
- 鮑里斯·布山切，85歲，克羅地亞演員和政治人物。[216]
- 揚·胡克絲（Jan Hooks），57歲，美國喜劇女演員和女演員（《週六夜現場》）。[217]
- M·V·卡馬特（M. V. Kamath），93歲，印度記者。[218]
- 安娜·卡里克，73歲，克羅地亞女演員。[219]
- 卡羅琳·凱澤（Carolyn Kizer），89歲，美國詩人，1985年度普利茲詩歌獎得主，死於失智症。[220]
- 彼得·A·佩澤（Peter A. Peyser），93歲，美國政治人物，前美国众议院紐約州第二十五國會選區（英语：New York's 25th congressional district）及第二十三國會選區代表議員，柏金遜症。[221]
- 托尼·派迪（Tony Priday），92歲，英國合約橋牌玩家。[222]
- 威利·馬桑加（法語：Willy Matsanga），年齡不詳，剛果政治人物。[223]
- 雷·梅茨克（Ray Metzker），83歲，美國攝影師。[224]
- 麗塔·謝恩（Rita Shane），78歲，美國女高音。[225]
- 保羅·艾倫·西蒙斯（Paul Allen Simmons），93歲，美國聯邦法官。[226]
- 羅伯特·斯普勞爾（英语：Robert Sproull），96歲，美國教育家和物理學家。[227]
- 谢赫·沙特·本·穆罕默德·阿勒萨尼（英语：Saud bin Muhammed Al Thani），48岁，世界顶级艺术品收藏家，卡塔尔王室成员，前卡塔尔文化大臣。[228]

### 8日
- 莫里斯·盧瑞（Morris Lurie），75歲，澳洲作家，死於癌症。[229]
- 阿巴杜·馬田，87歲，孟加拉語言活動家（孟加拉語言運動）。[230]
- 馬瀨良雄（日語：馬瀬 良雄），87歲，日本日語學者，死於肺炎。[231]
- 安吉洛·莫托拉（義大利語：Angelo Mottola），79歲，意大利羅馬天主教大主教和外交官。[232]
- 斯奧發·基特利·斯奈德（Zilpha Keatley Snyder），87歲，美國作家。[233]
- 潔·范·登·貝格（荷蘭語：Jeen van den Berg），86歲，荷蘭奧運競速滑冰運動員。[234]
- 邁克·沃（Mike Waugh），58歲，美國政治人物，前宾夕法尼亚州参议院議員。[235]

### 7日
- 長嶺高文（日語：長嶺 高文），60歲，日本電影導演。[236]
- 沃爾特·博克邁爾（德語：Walter Bockmayer），66歲，德國作家和電影導演，死於肺癌。[237]
- 齊格飛·藍茨（德語：Siegfried Lenz），88歲，德國作家。[238]
- 布拉德·斯塔紐斯（Brad Stanius），68歲，美國政治人物，前明尼苏达州众议院議員。[239]⋅
- 艾弗·威爾克斯（Ivor Wilks），86歲，英國歷史學家。[240]
- 伊娃·威瑟斯（Iva Withers），97歲，加拿大出生的美國演員和歌手。[241]

### 6日
- 陳奇祿，91歲，台灣人類學者、中央研究院院士，死於多重器官衰竭。[242]
- 安德魯·克爾（Andrew Kerr），80歲，英國藝術節的組織者（格拉斯顿伯里当代表演艺术节）。[243]
- 伊格爾·米拉托傑（波蘭語：Igor Mitoraj），70歲，波蘭雕塑家。[244]
- 謝爾蓋·薩卡利約卡（烏克蘭語：Сергій Закарлюка），38歲，烏克蘭足球運動員（第聶伯羅彼得羅夫斯克、烏克蘭國家隊）與經理人，死於交通意外。[245]
- 維·布萊登（Vic Braden），85歲，美國網球選手及教練。[246]
- 費里敦·伯格（土耳其語：Feridun Buğeker），81歲，土耳其足球運動員。[247]
- 比爾·坎貝爾（Bill Campbell），91歲，美國體育節目廣播員。[248]
- 約翰尼·午夜（Johnny Midnight），73歲，菲律賓電台和電視節目主持人，死於前列腺癌。[249]
- 瑪麗安·塞爾迪絲（Marian Seldes），86歲，美國女演員。[250]
- 裴恩姬（韓語：배은희），55歲，韓國商人、生物學家與政治人物，前韓國國會新世界黨議員，死於白血病。[251]

### 5日
- 蔡萬才，85歲，台灣商人，富邦集團創辦人，自然逝世。[252]
- 安德烈·德·塞薩里斯（義大利語：Andrea de Cesaris），55歲，意大利賽車手，死於交通意外。[253]
- 維維·豪格（挪威語：Vivi Haug），77歲，挪威女演員。[254]
- 尤里·柳比莫夫（俄語：Ю́рий Люби́мов），97歲，俄羅斯舞台劇演員和導演。[255]
- 安娜·普日貝爾斯卡（荷蘭語：Anna Przybylska），35歲，波蘭女演員，死於胰腺癌。[256]
- 艾爾·布魯諾（Al Bruno），87歲，美國加拿大加式足球聯賽教練，死於心臟衰竭。[257]
- 大衛·恰夫恰瓦澤（英语：David Chavchavadze），90歲，英國出生的美國作家和中央情報局官員。[258]
- 吉米·費克斯（Jimmy Feix），83歲，美國美式足球運動員和教練。[259]
- 安娜·瑪麗亞·格拉爾迪（義大利語：Anna Maria Gherardi），75歲，意大利女演員及聲優。[260]
- 傑弗里·霍爾德（Geoffrey Holder），84歲，千里達出生的美國編舞家和演員，死於肺炎。[261]

### 4日
- 讓-克洛德·杜瓦利埃（法語：Jean-Claude Duvalier），63歲，海地前總統、獨裁者，死於心臟病。[262]
- 烏戈·卡爾瓦納（葡萄牙語：Hugo Carvana），77歲，巴西演員及導演。[263]
- 費奧多·切連科夫（俄語：Фёдор Черенко́в），55歲，俄羅斯足球運動員（莫斯科斯巴达克、蘇聯國家隊）。[264]
- 康拉德·伯默爾（德語：Konrad Boehmer），73歲，德國出生的荷蘭作曲家。[265]
- 約翰·J·勞埃德（John J. Lloyd），92歲，美國藝術導演和製作設計師（《突變第三型》）。[266]（死亡公布日期）
- 格拉馬利·波爾泰伊（波斯語：غلام‌علی پورعطایی），73歲，伊朗音樂家。[267]
- 蔡睿贤，80歲，中国科学院工程热物理研究所原所长，中国科学院院士，病逝。[268]
- 張廣欽，96歲，原中國共產黨四川省顾问委员会委，四川省政协原副主席，病逝。[269]

### 3日
- 張炎憲，67歲，日本東京大學博士，著名台灣史學者，死於心肌梗塞。[270]
- 讓-雅克·馬塞爾（法語：Jean-Jacques Marcel），83歲，法國足球運動員（馬賽）。[271]
- 本尼迪克特·格勒舍爾（Benedict Groeschel），81歲，美國羅馬天主教神父、作家和電視主持人。[272]
- 艾倫·亨寧（Alan Henning），47歲，英國人道主義援助工作者與伊拉克和沙姆伊斯蘭國人質，被斬首。[273]（死亡報導日期）
- 彼得·克內希特（Peter Knecht），78歲，美國辯護律師，死於癌症。[274]
- 凱文·麥席尼（Kevin Metheny），60歲，美國電台高管，死於疑似心臟病發作。[275]
- 沃德·萊司里（法語：Ward Ruyslinck），85歲，比利時作家，死於認知障礙症。[276]
- 張旭，33歲，中國广州仙海网络科技總裁，死於突发心脏病。[277]

### 2日
- 羅伯特·弗勞爾（Robert Flower），59歲，澳大利亞澳式足球聯盟名人堂成員。[278]
- 阿雯·吉爾莫（Ewen Gilmour），51歲，新西蘭喜劇演員。[279]
- 愛德華多·庫哈爾斯基（西班牙語：Eduardo Kucharski），89歲，西班牙籃球運動員和教練。[280]
- 柏度·佩尼亞（西班牙語：Pedro Peña），88歲，西班牙演員，死於老年癡呆症。[281]
- 神谷宏治（日語：神谷 宏治），86歲，日本建築師、城市規劃師。[282]
- 巫白慧，95歲，中國哲学家、梵文学家、佛教因明学家，中国社会科学院荣誉学部委员、中国佛教协会顾问，1992年获“印度总统奖”，病逝。[283]

### 1日
- 方立聲（Andrew Paul Philips），50歲，香港外籍東區刑事總督察，吞槍自殺身亡。[284]
- 龙启明，91岁，中国最后一名飞虎队队员，肺部感染导致肺衰竭逝世。[285]
- 什洛莫·拉哈特（希伯來語：שלמה להט），86歲，以色列政治人物，前特拉维夫市長。[286]
- 琳茜·德·保羅（Lynsey de Paul），64歲，英國創作歌手，死於腦出血。[287]
- 荷西·馬丁內斯（西班牙語：José Martínez），72歲，古巴棒球運動員、教練和高管。[288]
- 馬蒂爾德·佩雷斯（西班牙語：Matilde Pérez），93歲，智利畫家和視覺藝術家。[289]
- 喬治·薩維奇（George Savage），72歲，英國政治人物，前北愛爾蘭議會議員。[290]
- 羅伯特·塞拉（西班牙語：Robert Serra），27歲，委內瑞拉政治人物，前委內瑞拉國會議員。[291][292]